# Jitrocel přímořský

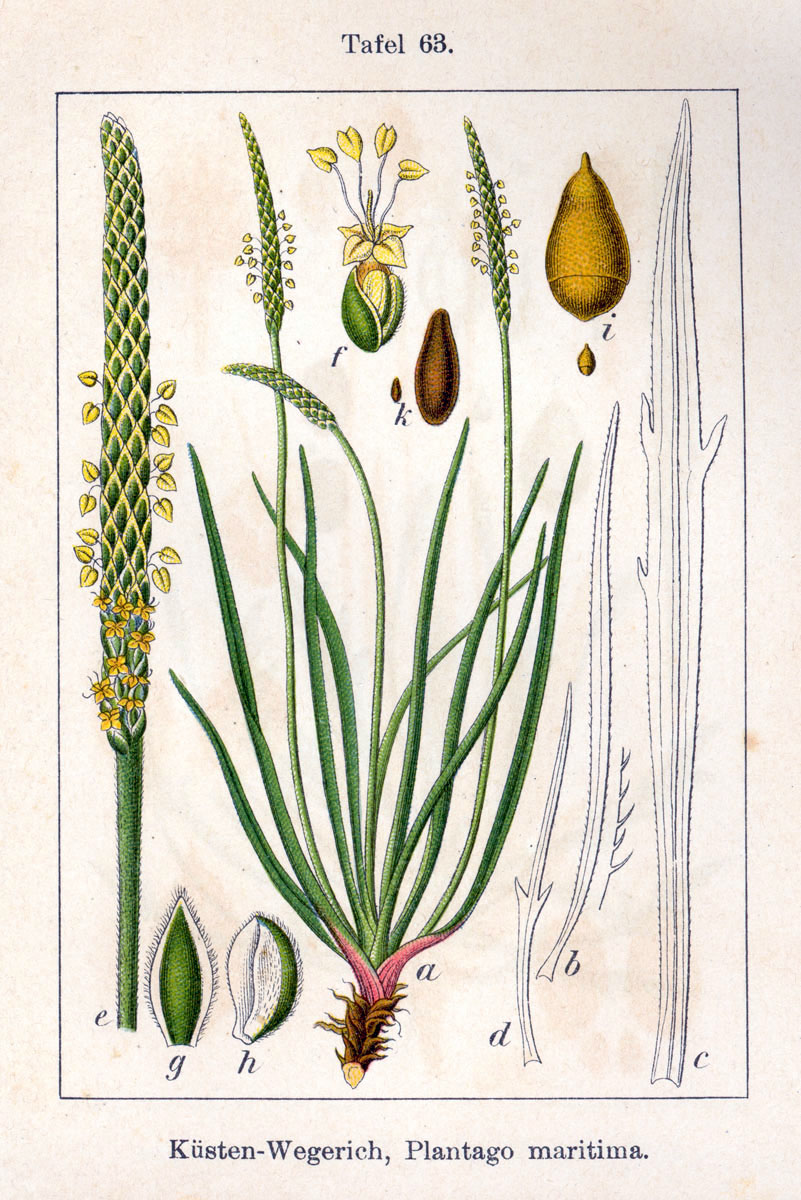
Nákres jitrocele přímořského

Jitrocel přímořský (Plantago maritima) je vytrvalá bylina, jeden z mnoha druhů rodu jitrocel. Druh je téměř kosmopolitně rozšířen na severní polokouli. Pochází z oblastí mírného a částečně i subtropického pásma v Eurasii a Severní Americe odkud byl zavlečen do severozápadní Afriky a Jižní Ameriky.

## Ekologie
Jsou to fakultativně halofilní rostliny, vyskytují se jak ve vnitrozemí v okolí minerálních pramenů a na vysychavých slaniscích, tak i na mořském pobřeží. Svou schopnost tolerovat slanost prokazují i tím, že rostou podél silnic které bývají v zimě soleny. Přijatou nadbytečnou sůl rostliny ukládají do masitých listů a ty postupně odpadávají. Nejlépe prospívají na zásaditých půdách jež z jara bývají zamokřené a v průběhu roku vysychají. Dobře snáší sešlapání, vadí jim však trvalé zastínění.

## Popis
Vytrvalá rostlina s širokými listovými růžicemi a květními stvoly vysokými až 30 cm vyrůstající z vícehlavého oddenku s hlubokým kořenem. Růžice jsou tvořeny vztyčenými masitými, až 30 cm dlouhými listy úzkého kopinatého tvaru se 3 až 5 žilkami. Po okrajích jsou hladké nebo vzdáleně zubaté a vrchol mají špičatý, v mládí mohou být přes prostřední žilku podélně promáčknuté.
Pevné květní stvoly jsou bez listů, přitiskle chlupaté a nevětvené. Na vrcholu mají hustý koncový klas válcovitého tvaru tvořený drobnými čtyřčetnými květy. Zelené, blanitě lemované vejčité kališní cípy jsou asi 3 mm dlouhé. V 5 mm dlouhé koruně je trubka tvořená vejčitými nahnědlými laloky. Vyčnívají z ní čtyři dlouhé tyčinky se žlutými prašníky obsahující velmi jemný pyl. Dvoudílný semeník má jednu bliznu. Květy vykvétající v červnu až srpnu a jsou opylovány větrem. Pro snížení možnosti samoopylení dozrávají vajíčka dříve než pylová zrna. Ploidie druhu je 2n = 12.
Plody jsou chlupaté, 5 mm dlouhé, dvoupouzdré, ve zralosti pukající tobolky s dělicí štěrbinou ve spodní části. Obsahují nejčastěji dvě elipsoidní, tmavě hnědá semena která bývají do okolí šířena zvířaty, větrem nebo vodou.

## Ohrožení
Jitrocel přímořský roste v rozsáhlém areálu a mívá místní morfologické odchylky. Mezi odborníky na taxonomii není ujednocen názor na kolik poddruhů se druh vlastně člení. V přírodě České republiky se vyskytuje výhradně poddruh jitrocel přímořský brvitý který se po zničení mnoha tradičních stanovišť stal velice vzácným. V ČR je v současnosti považován za rostlinu kriticky ohroženou.

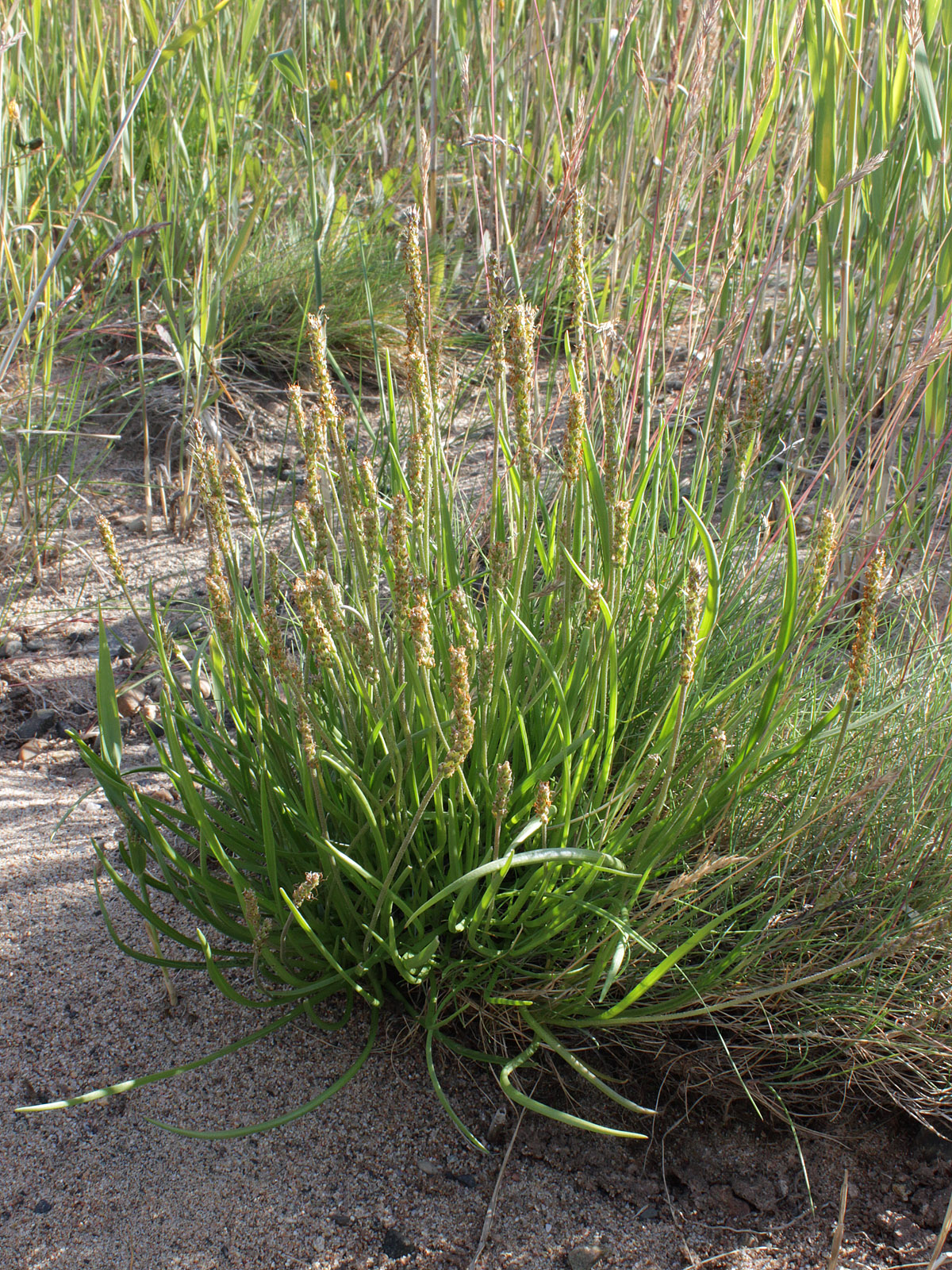
Trs rostlin
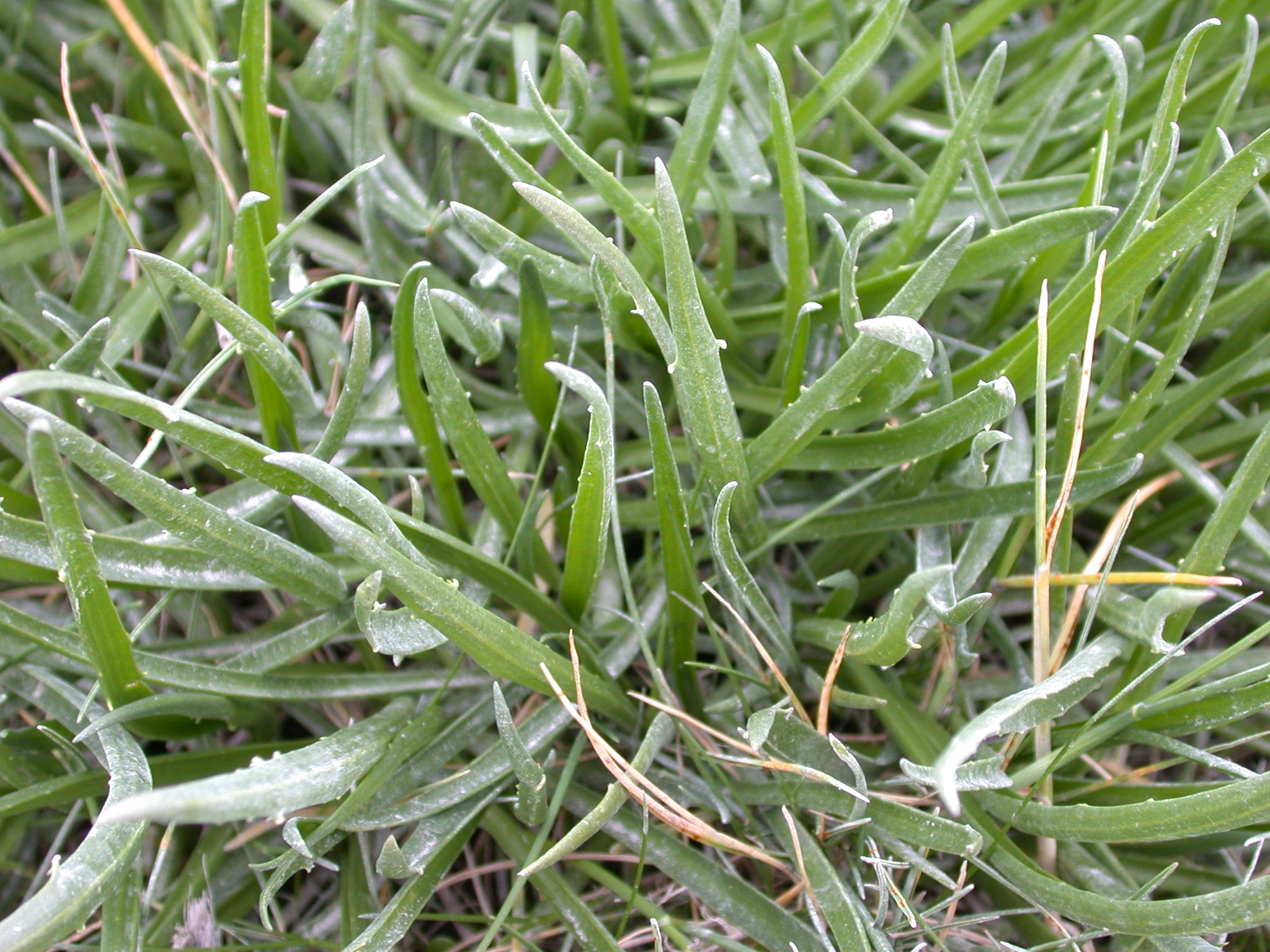
Listové růžice
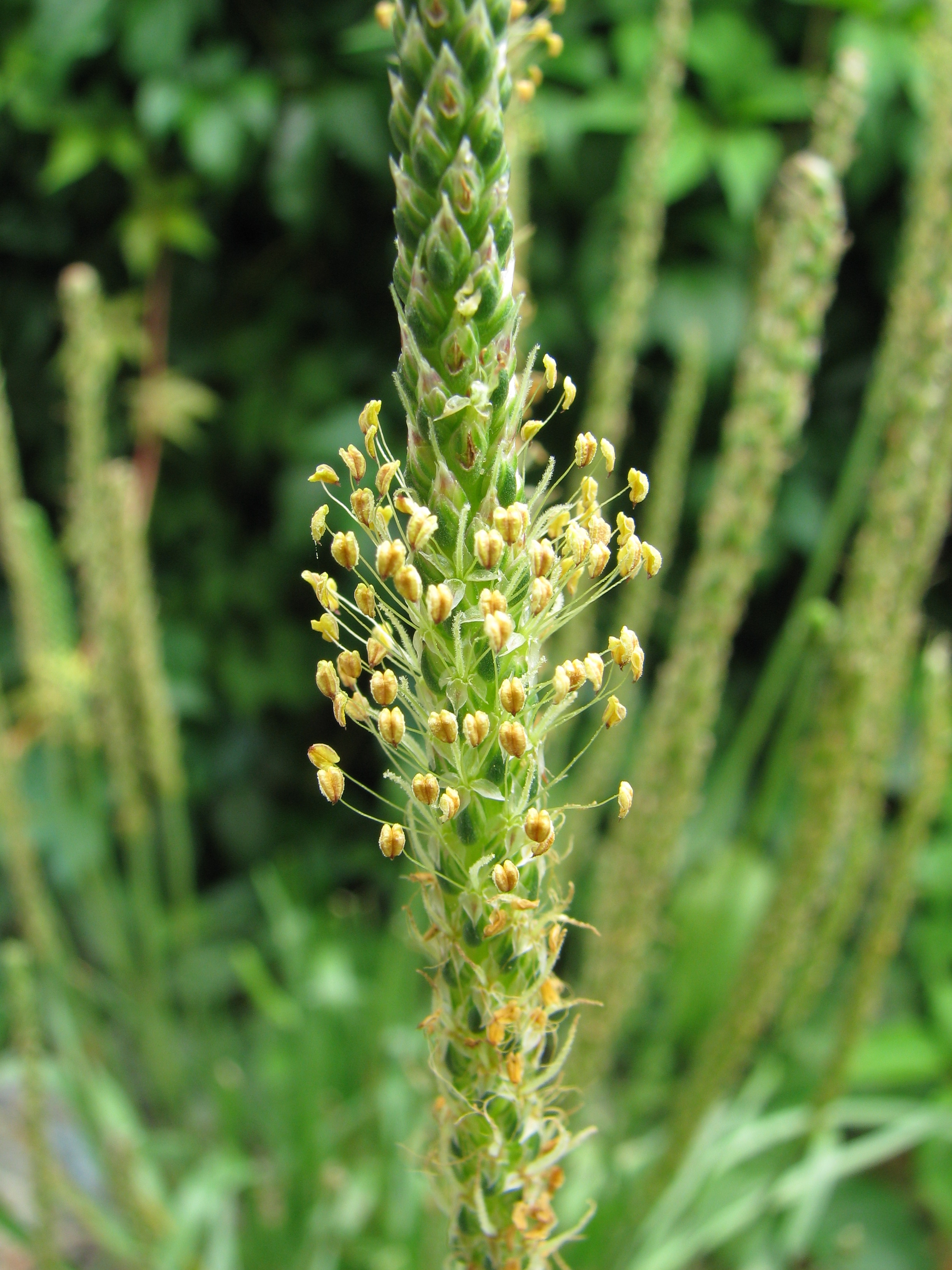
Rozvetlý klas